# Evert Lambertz
Evert Lambertz född 8 mars 1902 på Vätö i Stockholms skärgård, död 1956 i Stockholm, var en svensk målare, tecknare och musiker. 
Han var son till bildhuggaren Anton Lambert Söderqvist och  Elin Charlotta Åhlin och från 1936 gift med Margareta Winblad. Lambertz utbildade sig först till violinist men efter några år tog hans konstintresse allt större plats. Han var som konstnär autodidakt men studerade kontinuerligt andra konstnärers arbeten och de nya trender som växte fram inom konsten. Separat ställde han ut på  Lilla Ateljén i Stockholm och på Ansgarsgården i Norrtälje.Han medverkade i många samlingsutställningar arrangerade av Sveriges allmänna konstförening, Konstfrämjandet, Färg och Form och Uplands konstförening. Han var en av initiativtagarna till bildandet av Roslagens konstnärsgille och han var medlem i konstnärskolonin Västertorp. Han gjorde sig känd som skärgårdsmålare och hans konstproduktion består till stor del av motiv från Stockholms skärgård men han målade även Stockholmsvyer och bilder från arbetsplatser, byggen, hamnar, stenhuggerier, porträtt och folktyper. Vid sidan av konstnärskapet deltog han i hela sitt liv med olika symfoniorkestrar samt spelade vid högtider i kyrkor.